# 沈阳市第一看守所
沈阳市第一看守所，位于辽宁省沈阳市于洪区造化镇高力村育新路3号，造化监狱旁。

## 历史
1999年1月建于沈阳市浑南新区王士村。2005年8月搬迁至现地址

## 争议与批评
狱方曾被多次报道使用酷刑手段刑讯逼供和伪造证据。

## 关押过的名人
- 李昱函，关押期间遭中国警察酷刑虐待[2]。
- 姜立军，维权人士[3]。
- 刘华，劳教酷刑揭露者，出生于辽宁省沈阳苏家屯区张良堡村。因举报当地官员腐败，被关押于马三家女子劳教所，关押期间遭酷刑[4]。
- 王展，政治犯，出生于辽宁省大连市瓦房店。因宣传满洲独立的政治主张，于2019年被中国政府以煽动颠覆国家政权罪羁押，至今杳无音讯[5]。
- 夏俊峰,出生于辽宁省铁岭县，和妻子摆摊卖烤肉时遭10名城管围殴，自卫反抗致2城管死亡。于2013年9月25日被执行死刑。[6]
- 辛颖，维权上访户，于2013年被抓捕拘留[7]，在狱中遭到中国警方刑讯逼供[8]。

以及其他嫌犯如厅级官员王忠明，李昱函律师、维权人士姜立军。